# Jodła hiszpańska

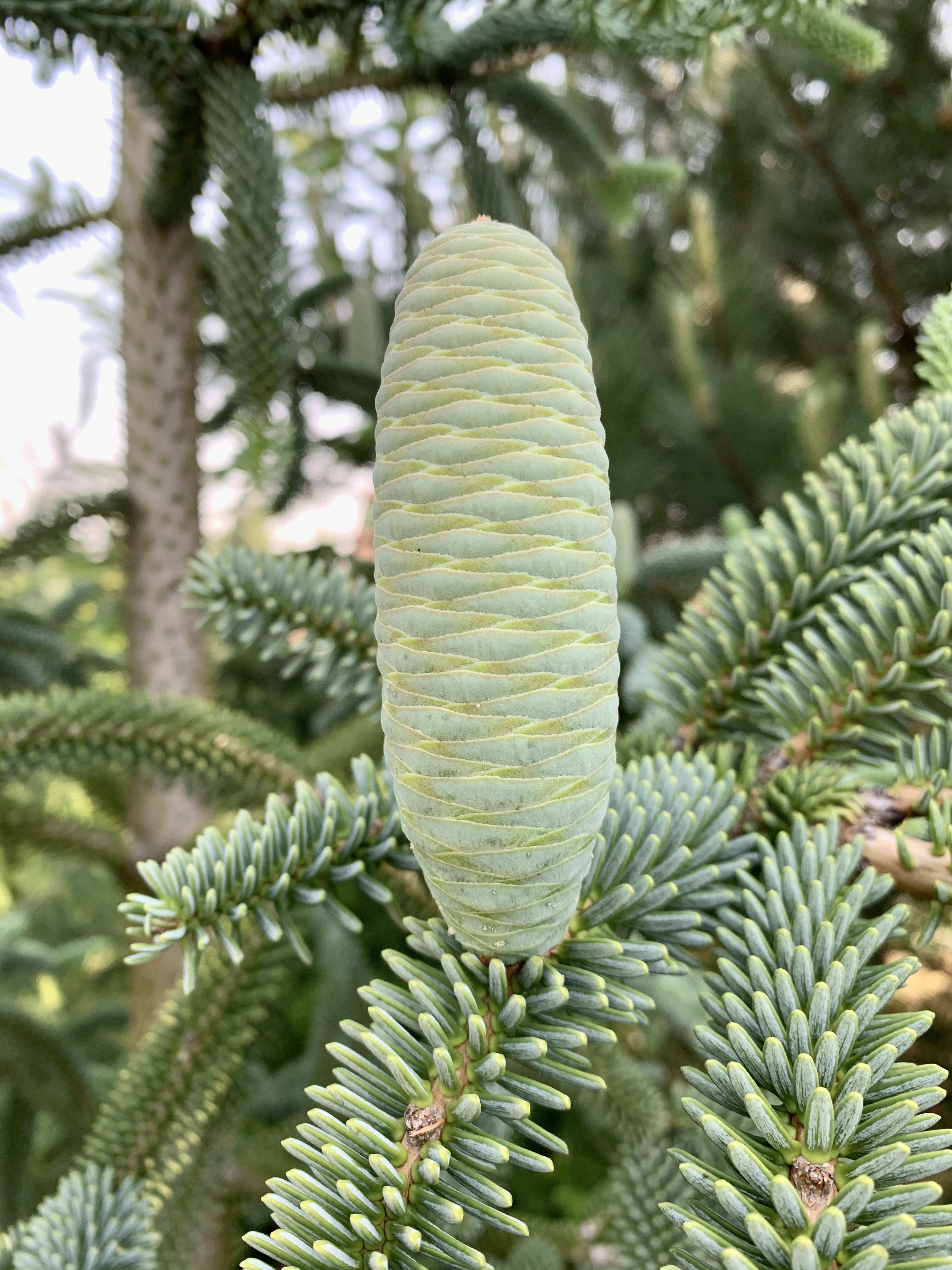
Dojrzewająca szyszka jodły hiszpańskiej.

Jodła hiszpańska (Abies pinsapo Boiss.) – gatunek drzewa należącego do rodziny sosnowatych. Występuje w Hiszpanii i Maroku.

## Morfologia
PokrójKorona stożkowa, z wiekiem staje się nieregularna
PieńOsiąga 20–30 m wysokości
IgłyDługości 1,5–2 cm ułożone promieniście wokół pędów. Niebiesko-zielone
Kwiaty męskieRóżowe
SzyszkiCylindryczne, 9–18 cm długości

## Systematyka i zmienność
Gatunek dzieli się na 3 podgatunki:
- Abies pinsapo var. marocana
- Abies pinsapo var. pinsapo
- Abies pinsapo var. tazaotana

### Kultywary

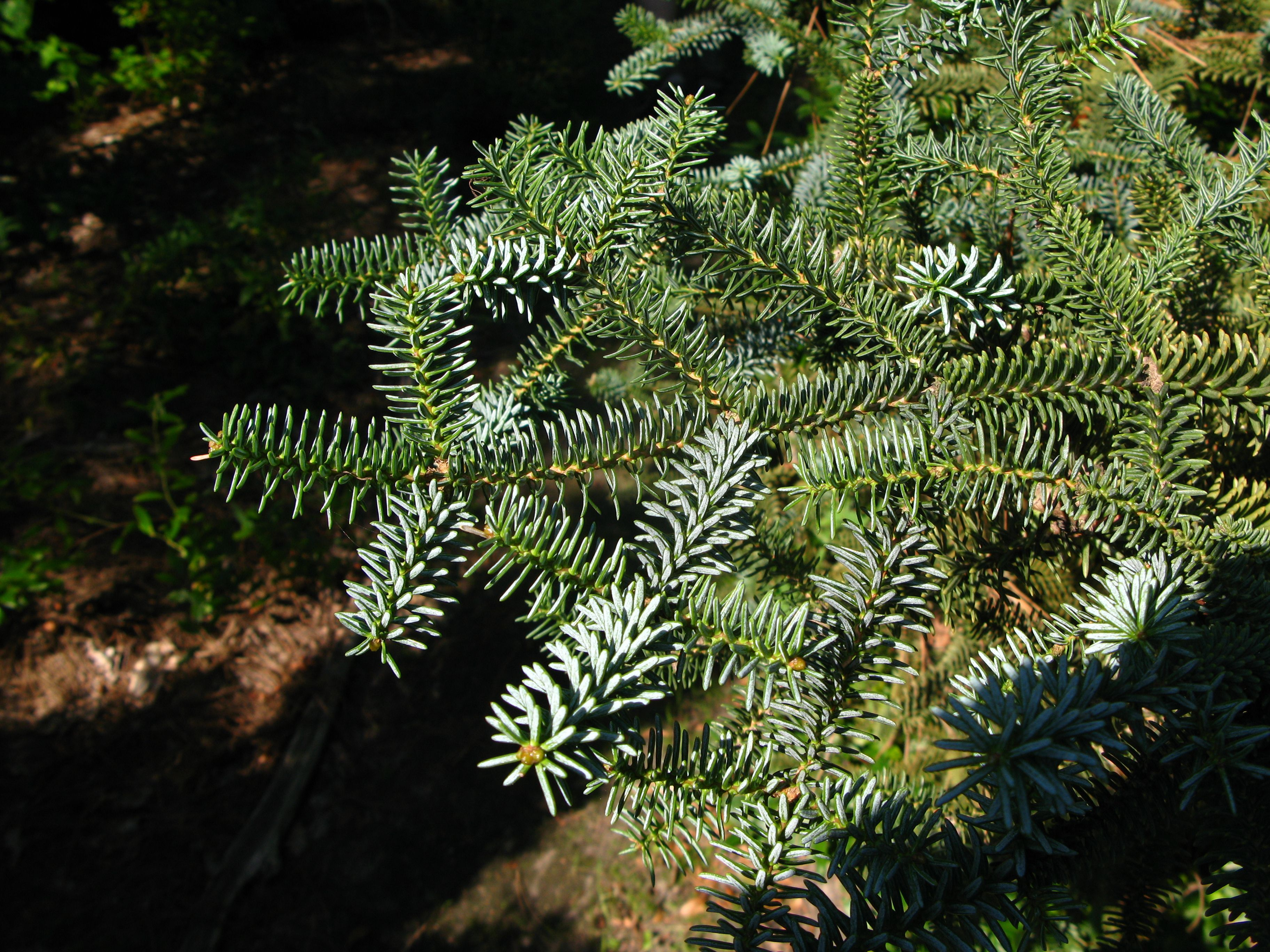
J. hiszpańska 'Glauca' – pędy; Ogród Botaniczny PAN w Warszawie

W Polsce wszystkie w młodości wymagają okrycia na zimę.
- Jodła hiszpańska 'Glauca' – Igły na młodych gałązkach niebieskie, a na starszych niebieskozielone. Korona stożkowa, regularna i gęsta. Osiąga 5–6 m wysokości. Przyrasta 10–15 cm rocznie. W młodości wrażliwa na mrozy.
- Jodła hiszpańska 'Aurea' – Igły żółte, płaskie, sztywne, ostre. Pokrój szerokostożkowy. Po 10 latach osiąga 2 m wysokości.
- Jodła hiszpańska 'Horstmann'
- Jodła hiszpańska 'Kelleris' – Wysokość po 20 latach 10–15 m. Rocznie przyrasta ok. 30 cm. W młodości pokrój nieregularny, z czasem staje się stożkowaty. Igły szarozielone, nastroszone.